# ティーナ・マリー
ティーナ・マリー（Teena Marie、1956年3月5日 - 2010年12月26日）は、アメリカ合衆国のファンクおよびソウル・ミュージシャン。「レディ・ティー」(Lady T(ee))や「白きソウルの女王」（Ivory Queen of Soul）の呼称で知られる。

## 人物
カリフォルニア州サンタモニカで生まれる。
モータウンでリック・ジェームスのバックアップを得てデビューする。ソングライティングの能力を伸ばし、「Lovergirl」（ビルボードHOT100最高位4位）、「Ooh La La」等のヒットを飛ばした。ブルー・アイド・ソウル の中ではブラック・コミュニティーで最も支持されてきたアーティストである。
近年ヒップホップ系アーティストから再評価の機運が高く、数々の客演をこなす。更にはヒップホップ系のキャッシュ・マネー・レーベルと契約。リリースしたアルバムはビルボードトップ10入りする等、第2の全盛期を迎えていた。
2010年12月26日、カリフォルニア州の自宅で死去しているのが見つかった。54歳没。

## ディスコグラフィ

### スタジオ・アルバム
- Wild & Peaceful (1979年)
- 『レディ T』 - Lady T (1980年)
- 『アイアンズ・イン・ザ・ファイヤー』 - Irons in the Fire (1980年)
- 『イット・マスト・ビー・マジック』 - It Must Be Magic (1981年)
- 『ロバリー』 - Robbery (1983年)
- 『スターチャイルド』 - Starchild (1984年)
- 『エメラルド・シティ』 - Emerald City (1986年)
- 『ネイキッド・トゥ・ザ・ワールド』 - Naked to the World (1988年)
- 『アイヴォリー』 - Ivory (1990年)
- Passion Play (1994年)
- La Dona (2004年)
- Sapphire (2006年)
- Congo Square (2009年)
- 『ビューティフル』 - Beautiful (2013年)

## 脚註
1. 1 2  ティーナ・マリーさん死去　米歌手 - 47NEWS（よんななニュース）